# Srebrnik
Srebrnik je srebrni kovanec, ki predstavlja verjetno najstarejšo obliko množične izdelave kovancev. Srebro so kot kovino za izdelavo kovancev uporabljali že v antični Grčiji.
V sodobnem času se srebrniki izdajajo kot priložnostni kovanci v omejenih izdajah in naložbeni kovanci različnih tež. Vrednost srebrnika je odvisna predvsem od starosti, števila ohranjenih primerkov in količine srebra. Srebro ima po standardu ISO 4217 oznako valute XAG.